# Edoardo Pollastri
Edoardo Pollastri (Alessandria, 27 agosto 1932 – San Paolo del Brasile, 21 gennaio 2017) è stato un politico italiano, senatore dal 2006 al 2008.

## Biografia
Imprenditore, è stato presidente della Câmara Ítalo-Brasileira de Comercio, Indústria e Agricultura.
Indipendente di area Margherita, alle elezioni del 2006 si candida al Senato per L'Unione in America meridionale, ottenendo 19 523 preferenze e venendo quindi eletto, battendo per soli 67 voti Mirella Giai.
Aderisce poi al Partito Democratico, venendo ricandidato sempre in America meridionale alle elezioni del 2008, in cui ottiene 17 082 voti ma non viene rieletto poiché il PD non ottiene seggi in quella circoscrizione.
In vista delle elezioni del 2013, si candida nuovamente per l'Unione Sudamericana Emigrati Italiani, ottenendo 16 052 preferenze ma non risultando eletto.